# برنارد مالامود

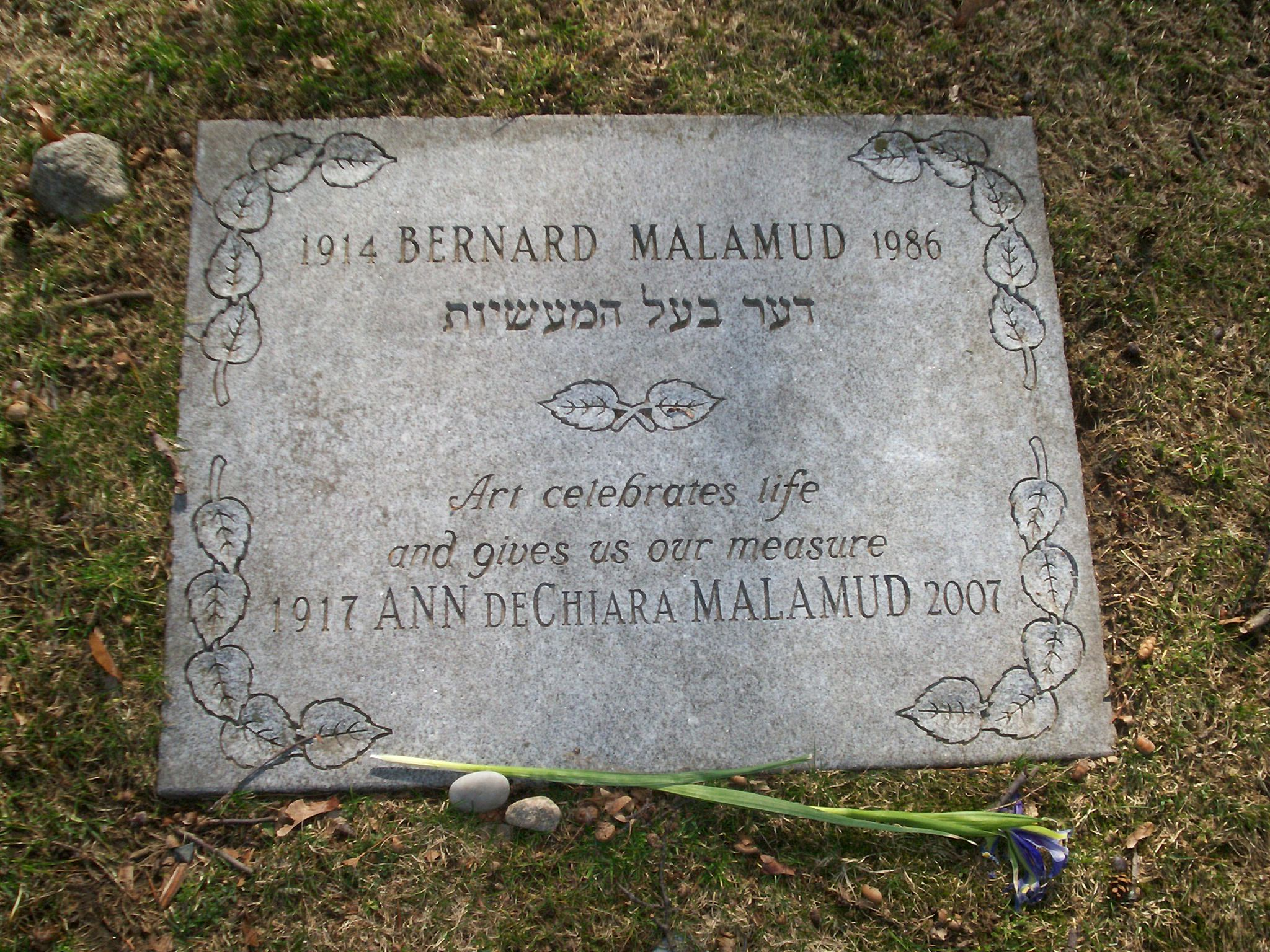

برنارد مالامود (به انگلیسی: Bernard Malamud) (زاده ۲۶ آوریل ۱۹۱۴ - درگذشته ۱۸ مارس ۱۹۸۶) نویسنده آمریکایی بود که رمان‌ها و داستان‌های کوتاهش بیشتر بازتاب زندگی یهودیان در آمریکا بود. برنارد مالامود به خاطر داستان استعداد طبیعی جایزه ملی کتاب آمریکا و برای رمان تعمیرکار که در ایران تحت عنوان فریب خوردگان بزرگ منتشر شده است جایزه پولیتزر را دریافت کرد.

## زندگی
برنارد مالامود در سال ۱۹۱۴ در بروکلین و در خانواده‌ای یهودی متولد شد. او ۸ رمان و ۶۵ داستان کوتاه نوشت و در سال ۱۹۹۷ داستان‌هایش را در یک مجموعه ۶۲۹ صفحه‌ای به چاپ رساند. وی در ۳۷ سال زندگی هنری خود، برنده جایزه ملی آمریکا شد و جوایز متعدد دیگری از جمله جایزه پولیتزر و مدال طلایی را برای یک عمر دستاورد هنری از سوی آکادمی ملی هنر و ادبیات دریافت کرد. «استعداد طبیعی» و «کارساز» عناوین مهمترین رمان‌های وی است. رمان دیگری از وی با عنوان «دلال» که در سال ۱۹۶۶ منتشر شد توانست جایزه پولیتزر و جایزه ملی کتاب آمریکا را به خود اختصاص دهد.
وی در ۱۸ مارس ۱۹۸۶ در ۷۱ سالگی درگذشت.

### رمان
- استعداد طبیعی (۱۹۵۲)
- دستیار (۱۹۵۷)
- یک زندگی تازه
- تعمیرکار (۱۹۶۶)
- اجاره‌نشین(۱۹۷۱)
- زندگی در دوبلین (۱۹۷۹)

### مجموعه داستان
- چلیک معجزه (۱۹۵۸)
- احمق‌ها اول (تقدم با احمق‌هاست) (۱۹۶۳)

## ترجمه به فارسی
«فریب‌خوردگان بزرگ» یا همان «تعمیرکار» با ترجمه‌ی «شیما الهی» «قهرمانان واقعی»، «تاج نقره‌ای»، «فروشنده» آثاری هستند که از مالامود به فارسی ترجمه شده‌اند.
مجموعه داستان «کفش‌های خدمتکار» با ترجمه امیرمهدی حقیقت که گزیده‌ای از داستان‌های این نویسنده است در سال ۱۳۹۳ منتشر شد.